# Maudy Ayunda
Ayunda Faza Maudya, dite Maudy Ayunda, est une actrice et chanteuse indonésienne, née le 19 décembre 1994 à Jakarta,.

## Biographie
Maudy Ayunda est née de parents Didit Jasmedi R. Irawan et Mauren Jasmedi (né en 1968). Elle a une sœur cadette nommée Amanda Khairunissa. Elle a épousé Jesse Jiseok Choi, un homme d'affaires coréen-américain, en mai 2022.
Maudy Ayunda a été finaliste d'un concours de discours dans son école. Elle parle anglais, javanais, indonésien, mandarin et espagnol,. Après avoir obtenu son diplôme de l'École britannique de Jakarta, Ayunda s'est inscrite au St Hilda's College à l'université d'Oxford pour étudier la philosophie, politique et économie (PPE) et a obtenu son diplôme en 2016,,.
Maudy a décidé de rejoindre l'université Stanford pour sa maîtrise au lieu de Harvard, car la première propose un diplôme conjoint de MBA et d'éducation, qui est une combinaison de ses passions.

## Activisme
En 2020, Maudy a été nommée sur la liste Forbes 30 Under 30 Asia dans la catégorie divertissement et sport.
En mars 2022, elle a été nommée porte-parole du prochain sommet du G20 en Indonésie, prévu en novembre 2022. Sa nomination a suscité des critiques de la part de certains, certains affirmant qu'elle n'avait aucune expérience dans la diplomatie, les relations internationales et qualifiant cela de "truc",,. Bloomberg News a remis en question sa nomination, la qualifiant de nomination vaniteuse par le gouvernement pour se connecter avec la jeune population, tandis que les jeunes Indonésiens sont confrontés à un chômage élevé et à une augmentation du coût de la vie. Wasito Raharjo, chercheur politique à BRIN, affirme que sa nomination est une tentative de "rejeter les critiques des jeunes sur des questions critiques".
Ayunda est impliquée dans les problèmes sociaux, politiques et économiques en Indonésie, en particulier ceux qui ont un impact sur la vie des jeunes. En 2015, elle a accompagné le Premier ministre du Royaume-Uni, David Cameron, lors de sa visite à Jakarta,,.
Ayunda est impliquée dans la campagne contre l'esclavage moderne, qui comprend le travail forcé, le mariage et le travail dangereux. En mars 2017, elle a été nommée porte-parole contre l'esclavage moderne au Palais vice-présidentiel à Jakarta. À travers son travail, elle tente de familiariser son public avec les réalités de l'esclavage moderne et utilise les plateformes de médias sociaux pour promouvoir ce message,.